# Termodynamikkens 1. lov
Termodynamikkens 1. lov siger, at den indre energi i et isoleret system er konstant. Det følger, at energi skal tilføres eller afgives for at ændre et systems indre energi.

## Den første lov for et lukket system
Et lukket system så som en gas i en tæt beholder kan ikke udveksle materiale med omgivelserne, og den indre energi kan derfor kun ændres ved at varme eller køle gassen. Alternativt kan et arbejde foretages, hvilket vil sige, at gassen presses sammen eller udvider sig.
På differentialform kan dette udtrykkes som
{\displaystyle {\text{d}}U=\delta Q+\delta W}
hvor
- {\displaystyle {\text{d}}U} er den infinitesimale ændring i den indre energi
- {\displaystyle \delta Q} er den tilførte varme
- {\displaystyle \delta W} er det påførte arbejde

Her er {\displaystyle \delta Q} og {\displaystyle \delta W} ineksakte differentialer, idet der skelnes mellem forskellige former for tilført energi. Derimod er {\displaystyle {\text{d}}U} er eksakt differentiale, da den indre energi ikke afhænger af, hvordan energien er tilført; den er vejuafhængig.
For en reversibel proces er den tilførte varme givet ved:
{\displaystyle \delta Q=T{\text{d}}S}
hvor {\displaystyle T} er temperaturen, og {\displaystyle S} er entropien. For en reversibel proces er arbejdet tilsvarende
{\displaystyle \delta W=-p{\text{d}}V}
hvis arbejdet er sammenpresning eller udvidelse. Her er {\displaystyle p} tryk, mens {\displaystyle V} er volumen. Ændringen i indre energi er derfor givet ved:
{\displaystyle {\text{d}}U=T{\text{d}}S-p{\text{d}}V}
Ændringen i indre energi er her udelukkende givet ved hjælp af eksakte differentialer. Dette udtryk gælder derfor også for irreversible processer.
Andre former for reversibelt arbejde {\displaystyle \delta W} kan generelt skrives som:
{\displaystyle \delta W=X_{i}{\text{d}}x_{i}}
hvor X er en generaliseret kraft, mens {\displaystyle {\text{d}}x} er en generaliseret forskydning. Fx kan en elastik have længden {\displaystyle L} og blive strakt ved at påføre en spænding {\displaystyle f}. Den første lov bliver da:
{\displaystyle {\text{d}}U=T{\text{d}}S+f{\text{d}}L}
Ændringen i indre energi ved flere forskellige typer arbejde er altså:
{\displaystyle {\text{d}}U=T{\text{d}}S+\sum _{i}X_{i}{\text{d}}x_{i}}
Hvor summen er over alle former for arbejde.